# Amiloride
L'amiloride fa parte dei farmaci diuretici risparmiatori di potassio. Viene somministrata per compensare gli effetti di altri diuretici che aumentano l'escrezione di K+. Utilizzato principalmente per curare ipertensione.
L’amiloride agisce bloccando i canali del sodio, collocati sulla membrana luminale delle cellule tubulo contorto distale e dei dotti collettori. Questo provoca una iperpolarizzazione della membrana luminale, con conseguente riduzione della velocità di escrezione di alcuni cationi: K+, H+, Ca2+ e Mg2+.
In Italia è in commercio nella specialità Moduretic.

## Usi terapeutici
L’amiloride viene impiegata nella terapia di ipertensione arteriosa, malattia renale cronica, sindrome di Liddle, edema associato a insufficienza cardiaca congestizia, cirrosi epatica e calcoli renali causati da sali di Ca2+.
L’amiloride, in forma di aerosol, inibisce l’assorbimento di Na+ dalla superficie delle cellule epiteliali delle vie aeree, determina un aumento dell’idratazione delle secrezioni respiratorie e perciò il miglioramento della clearance mucociliare nei pazienti con fibrosi cistica.
L'amiloride è utile per prevenire gli effetti collaterali metabolici causati dai diuretici tiazidici, per tanto, può essere somministrata come monoterapia (raramente) o come terapia aggiuntiva in combinazione:
- con un diuretico tiazidico per il trattamento dell'ipertensione;
- con un diuretico dell'ansa per il trattamento dell'insufficienza cardiaca.

La co-somministrazione degli inibitori dei canali di Na+  aumenta la risposta diuretica e antipertensiva ai tiazidici e ai diuretici dell’ansa. La capacità degli inibitori dei canali del Na+ di ridurre l’escrezione di K+, contobilancia la perdita di quest'ultimo con le urine provocata dai diuretici tiazidici e dell’ansa, quindi aiuta a mantenere nella norma i valori plasmatici di K+ prevenendo l'ipokaliemia e aumentando la diuresi.
In Italia l’amiloride viene commercializzata solo in associazione, la più comune associazione è il Moduretic (amiloride + idroclorotiazide).
L’amiloride è utile anche nel trattamento del diabete insipido nefrogenico, perché blocca il trasporto di Li+ nelle cellule del tubulo collettore.

## Farmacodinamica e meccanismo d'azione
L’amiloride fa parte dei cosiddetti farmaci diuretici risparmiatori di potassio (K+) in quanto agisce direttamente inibendo i canali che inducono il riassorbimento di sodio chiamati ENaC situati sulla membrana luminale delle cellule renali dell’ultima porzione del tubulo contorto distale e dei dotti collettori. Essa si lega a un sito specifico nel poro del canale inibendo il riassorbimento di Na+ e favorendone l’eliminazione assieme all’acqua. Questa azione comporta così una mancanza di differenza di potenziale transepiteliale negativa con conseguente diminuita secrezione di potassio nel lume e quindi relativo risparmio di potassio nell'organismo.
L'Amiloride si trova in commercio con il farmaco Moduretic, impiegato principalmente nei pazienti che ricevono farmaci diuretici con eccessive perdite di potassio. Questo farmaco associa l’azione natriuretica dell'idroclorotiazide e amiloride cloridrato, con conseguente effetto di minor escrezione urinaria rispetto a quella che può essere provocata da un diuretico tiazidico.
Le ridotte azioni diuretica ed antiipertensiva dell’amiloride cloridrato si associano all’attività natriuretica, diuretica ed antiipertensiva del tiazidico mentre viene minimizzata la perdita di potassio e di bicarbonato riducendo la possibilità di uno squilibrio acido-base.

## Farmacocinetica
L’amiloride viene somministrata per via orale. Ha una biodisponibilità del 50%, mentre circa il 25% viene escreta immodificata con le urine entro le prime 10 ore. L'azione diuretica dell'amiloride si verifica entro 2 ore dall’assunzione. Il suo effetto sull’escrezione elettrolitica raggiunge un picco massimo fra le 6-10 ore e dura circa 24 ore. I livelli plasmatici massimi sono ottenuti in 3-4 ore. L’emivita plasmatica varia da 6 a 9 ore (può essere prolungata in persone con ridotta funzionalità renale).
L’amiloride non viene metabolizzata dal fegato, infatti, non si prevede accumulo della sostanza in pazienti con disfunzione epatica, ma si può verificare accumulo nel caso in cui si sviluppi una sindrome epato-renale. Ha uno scarso effetto sul volume di filtrazione glomerulare e sul flusso ematico renale.
La quota assorbita viene eliminata per via renale (urina) in forma immodificata, la restante quota non assorbita viene escreta con le feci.

## Dosaggi
In Italia è in commercio in associazione con l’idroclorotiazide nella specialità Moduretic (Merk Sharp & Dohme - 20 cpr 5 mg amiloride+ 50 mg idroclorotiazide).
Solitamente la posologia è indicata dal medico, in caso di diversa indicazione si possono applicare le linee guida per le seguenti patologie:
- edema di origine cardiaca: 1 compressa al giorno, se necessario la dose può essere aumentata ma non superare 2 compresse al dì;
- ipertensione: solitamente mezza o 1 compressa al giorno;
- cirrosi epatica ascitogena: si inizia con dosaggio minimo che poi si potrà aumentare non oltre 2 compresse al giorno.

Somministrazione e durata del trattamento sono decise dal medico.
Moduretic inizia ad agire dopo 2-4 ore dall'assunzione.
Non sono disponibili dati sul sovradosaggio nell’uomo. Non esistono particolari indicazioni per il trattamento del sovradosaggio con Modiuretic e non è disponibile un antidoto specifico. In caso di sovradosaggio dovrà essere sospeso il trattamento ed il paziente verrà osservato attentamente. Le misure consigliate nel caso di sovradosaggio includono vomito e/o lavanda gastrica.

## Controindicazioni

### Controindicazioni generali
L’amiloride è controindicato in persone che sono ipersensibili ad amiloride o a qualsiasi ingrediente presente all'interno della formulazione farmaceutica.
Il paziente anziano è particolarmente a rischio di sviluppare iposodiemia durante la terapia con diuretici, quindi, è bene utilizzare il farmaco con cautela e sotto attento monitoraggio medico.

### Controindicazioni per pazienti con altre patologie
I pazienti con problemi renali come anuria, malattia renale acuta o cronica, nefropatia diabetica non devono assumere amiloride.
È sconsigliata l’assunzione di amiloride nei pazienti con patologie cardiopolmonari, in quanto si potrebbe instaurare acidosi respiratoria o metabolica e in pazienti con diabete mellito.

### Interazioni con altri farmaci
L’effetto indesiderato più pericoloso degli inibitori dei canali per il Na+ è rappresentato da iperkaliemia, infatti l’amiloride è controindicata in pazienti:
- affetti da insufficienza renale trattati con altri diuretici risparmiatori di potassio;
- che assumono farmaci inibitori dell’enzima di conversione dell’angiotensina;
- che assumono supplementi di K+.

Interagisce inoltre con i FANS, facendo aumentare la probabilità di iperkalemia in pazienti trattati con inibitori dei canali del Na+.
Ulteriore interazione con sali di litio.  Causando riduzione della clearance renale aumentando il rischio di comparsa di effetti tossici.

### Interazioni di Moduretic
I medicinali seguenti possono dare interazioni se somministrati contemporaneamente a Moduretic:
- alcol, barbiturici o narcotici
- farmaci antidiabetici (agenti orali e insulina)
- altri farmaci antiipertensivi
- colestiramina e colestipolo
- corticosteroidi, ACTH
- amine pressorie
- miorilassanti non depolarizzanti

La probabilità di comparsa di squilibrio elettrolitico con Moduretic è bassa, ma si consiglia di tenere sotto controllo i parametri attraverso analisi quantitative degli elettroliti sierici e delle urine. I tiazidici devono essere usati con cautela in pazienti con funzione epatica alterata o malattia epatica progressiva, in quanto alterazioni minori dell’equilibrio idroelettrolitico possono precipitare in coma epatico.
Questo medicinale contiene lattosio, i pazienti affetti da rari problemi ereditari di intolleranza al galattosio, da deficit di Lapp lattasi, o da malassorbimento di glucosio-galattosio, non devono assumerlo.
Non ci sono dati che suggeriscano effetti di Moduretic sulla capacità di guidare veicoli e sull’uso di macchinari. Tuttavia, i pazienti devono essere informati che, seppure raramente, il trattamento con Moduretic può causare sonnolenza, vertigini e disturbi temporanei della visione.
L’uso del farmaco senza necessità terapeutica costituisce doping e può determinare positività ai test antidoping per chi svolge attività sportiva.

### Effetti metabolici ed endocrini di Moduretic
L'assunzione di Moduretic può causare:
- Riduzione di livelli sierici di iodio legato alle proteine senza segni di disturbi tiroidei;
- Aumento, riduzione o inalterato fabbisogno di insulina in pazienti diabetici dovuto alla componente idroclorotiazide;
- Ridotta escrezione di calcio (in caso di test della funzionalità paratiroidea Moduretic deve essere sospeso);
- Trattamento prolungato con tiazidi inducono modificazioni patologiche nelle ghiandole paratiroidee con ipercalcemia e ipofosfatenia;
- Complicazioni dell’iperparatiroidismo (litiasi renale, riassorbimento osseo e ulcera gastrica);
- Comparsa di iperuricemia o gotta;
- Aumento dei livelli di colesterolo e dei trigliceridi.

### Gravidanza e allattamento
L’uso abituale di diuretici nelle donne sane in gravidanza, con o senza edema di lieve entità, non è raccomandato ed espone sia la madre che il feto a rischi non necessari. Nel caso di somministrazione di Moduretic durante una gravidanza certa o presunta, i potenziali benefici del medicinale devono essere attentamente valutati rispetto ai possibili rischi per il feto. I tiazidici attraversano la barriera placentare e compaiono nel sangue del cordone ombelicale. I rischi per il feto comprendono ittero fetale o neonatale, trombocitopenia. Inoltre i tiazidici sono stati rilevati nel latte materno. Se l’uso di Modiuretic è considerato indispensabile, la paziente deve interrompere l’allattamento al seno.

## Effetti indesiderati
L’amiloride è generalmente ben tollerata ma, a volte, può provocare degli effetti collaterali a livello del sistema nervoso centrale, gastro-intestinale, muscoloscheletrico, cutaneo ed ematico.
In particolare, gli effetti indesiderati più frequenti sono:
- iperkaliemia (effetto indesiderato pericoloso degli inibitori dei canali del Na+ poiché potenzialmente fatale se non trattato);
- acidosi metabolica in quanto il risparmio di K+ si riflette con una diminuzione del pH corporeo;
- iponatriemia (o iposodiemia) specialmente in pazienti che assumono il farmaco in associazione con un altro diuretico, per l’elevata eliminazione di Na+ e acqua. L'iponatriemia, a lungo termine, potrebbe causare anormalità della funzionalità renale;
- ipomagnesemia ed ipocalcemia;
- disturbi gastrointestinali: nausea, vomito, inappetenza, secchezza delle fauci (della mucosa del cavo orale), polidipsia, disturbi della funzionalià epatica, ulcera peptica, dolori addominali (dispepsia), flatulenza, diarrea o stipsi, poliuria e pollachiuria;
- disturbi dermatologici: rash cutaneo, sensazione di prurito;
- disturbi neurologici: sensazione di stordimento, debolezza, cefalea, vertigini, confusione, tremori;
- disturbi a livello muscoloscheletrico: crampi muscolari, affaticamento o debolezza muscolare, parestesia;
- ipotensione ortostatica.

E ancora, ma più di rado: ototossicità, tinnito, tosse, ittero, aumento dell’uremia, anemia aplastica, neutropenia, alopecia e disturbi della libido.

## Studi clinici
L’amiloride negli anni è stata studiata in numerosi studi clinici riguardanti differenti patologie (anche se in molti non si è arrivati a risultati soddisfacenti).
- Nella diminuzione della proteinuria in pazienti con malattia renale cronica[7];
- Come farmaco neuroprotettivo nella neurite ottica, attraverso misurazione dello strato di fibre nervose retiniche[8];
- Nel trattamento del disturbo da deficit di attenzione e iperattività (ADHD) negli adulti naïve ai farmaci. Questo studio si è concentrato sulla possibile inibizione da parte dell’amiloride di NHE (proteine che controllano il modo in cui apprendiamo e ricordiamo gli oggetti, compromesse nell'ADHD)[9];
- Nell’utilizzo di amiloride (inalata) in combinazione con una soluzione salina concentrata in pazienti con fibrosi cistica[10].